# 梅迪纳
梅迪纳是巴西米纳斯吉拉斯州的一个市镇。总面积1439.982平方公里，总人口20667人，人口密度14.4人/平方公里。